# Vía Militaris

Los Balcanes del norte, incluyendo la vía Militaris, durante la Antigüedad Tardía.

Vía Militaris o la vía Diagonalis era una antigua calzada romana en el Este y Sureste de Europa hasta llegar a Turquía. La vía Militaris fue construida en el siglo I d. C. La longitud total desde Singidunum a Constantinopla era de 924 kilómetros.

## Tramo
La vía Militaris empezaba en Singidunum (actual Belgrado, capital de Serbia), pasando a lo largo del río Danubio hasta llegar a Viminacium (actual Požarevac), por Naissus (actual Niš), Serdica (actual Sofía, capital de Bulgaria), Filipópolis (actual Plovdiv), Adrianópolis (actual Edirne en la región turca de Tracia Oriental), y finalmente llegando a Constantinopla (actual Estambul). 
Esta carretera conectaba con la vía Egnatia por otras carreteras: la carretera a lo largo de río Axios (o río Vardar) en Grecia y Macedonia del Norte, la carretera Serdica–Salónica a lo largo de río Estrimón y la carretera Filipópolis–Filipos en la actual Grecia.

## Historia
Las primeras conquistas europeas del Imperio otomano, conocidas como orta kol (literal vrazo medio), siguieron la ruta de la vía Militaris.
En mayo de 2010, mientras se trabajaba en las obras del Corredor paneuropeo X en Serbia, se descubrieron restos en buen estado de la antigua vía Militaris en Dimitrovgrad (Serbia). Estos restos en seguida fueron excavados. El tramo descubierto de la vía Militaris medía ocho metros de ancho y construida de bloques grandes de piedra con dos carriles.

## Ciudades claves
| Nombre antiguo | Ubicación            |
| -------------- | -------------------- |
| Singidunum     | Belgrado, Serbia     |
| Gratiana       | Dobra, Serbia        |
| Viminacium     | Kostolac, Serbia     |
| Naissus        | Niš, Serbia          |
| Remesiana      | Bela Palanka, Serbia |
| Serdica        | Sofía, Bulgaria      |
| Filipópolis    | Plovdiv, Bulgaria    |
| Hadrianópolis  | Edirne, Turquía      |
| Arcadiópolis   | Lüleburgaz, Turquía  |
| Byzantium      | Estambul, Turquía    |